# Weißbauch-Graslandmaus
Die Weißbauch-Graslandmaus (Akodon albiventer) ist ein im westlichen Südamerika verbreitetes Nagetier in der Gattung der Südamerikanischen Feldmäuse. Die Art wurde zeitweilig in die Gattung Bolomys eingeordnet.

## Merkmale
Als kleiner Vertreter ihrer Gattung erreicht die Art eine Kopf-Rumpf-Länge von 86 bis 109 mm, eine Schwanzlänge von 69 bis 77 mm und ein Gewicht von 21 bis 36 g. Die Hinterfüße sind 20 bis 22 mm lang und die Länge der Ohren beträgt etwa 13 mm. Wie aus dem Namen erkennbar sind die Unterseite und die Füße reinweiß. Sie sind deutlich von der gesprenkelten grauen Oberseite getrennt. Weitere Kennzeichen sind weiße Augenringe und weiße Haare an der Hinterseite der Ohren, die als heller Flecken erscheinen. Der Schwanz trägt nur auf der Oberfläche graubraunes Fell und ist ansonsten weiß.

## Verbreitung und Lebensweise
Die Weißbauch-Graslandmaus ist vom südlichen Peru über das westliche Bolivien und das nordöstliche Chile bis in den Nordwesten von Argentinien verbreitet. Sie lebt in den Anden und auf Hochebenen zwischen 2350 und 4500 Meter Höhe. Die Exemplare halten sich auf Bergwiesen auf und besuchen Ödland sowie Ackerflächen.
Dieses einzelgängerische Nagetier ist tagaktiv und bewegt sich auf dem Boden. Zur Nahrung zählen Insekten, Gräser und Sporen von Pilzen. Zwischen Februar und März sowie im Dezember konnten trächtige Weibchen gefunden werden. Jungtiere sind aus den Monaten Januar bis Juni bekannt. Die Exemplare leben meist nicht länger als ein Jahr.

## Gefährdung
Für die Weißbauch-Graslandmaus sind keine Bedrohungen bekannt und die Gesamtpopulation gilt als stabil. Die IUCN listet sie als nicht gefährdet (least concern).